# Discurso de despedida

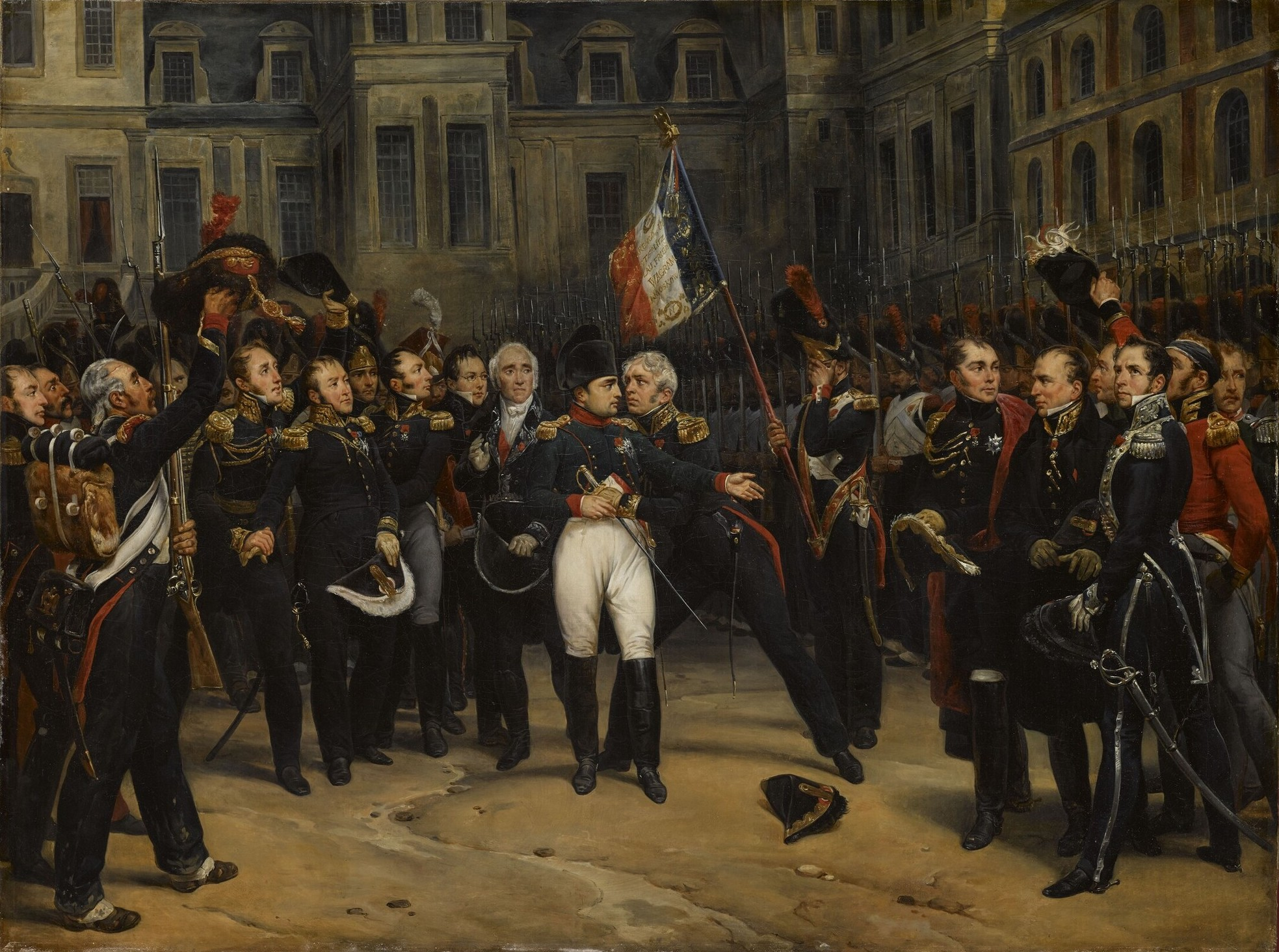
Napoleón Bonaparte se despide de la Vieja Guardia en el Palacio de Fontainebleau, después de su primera abdicación (1814).

Un discurso de despedida o alocución de despedida es un discurso pronunciado por una persona que abandona un cargo o lugar. A menudo son utilizados por figuras públicas como políticos como colofón a su carrera anterior o como declaraciones realizadas por personas que relatan los motivos de su marcha. El término se utiliza a menudo como eufemismo para «discurso de retiro», aunque es más amplio ya que puede incluir una conclusión geográfica o incluso biológica.
En los estudios clásicos, un término para un discurso de despedida digno y poético es apobaterion (ἀποβατήριον), que se opone al epibaterion, correspondiente al discurso pronunciado a la llegada.

## Discursos de despedida de los presidentes de Estados Unidos
Muchos discursos presidenciales de Estados Unidos han recibido el nombre de «discurso de despedida» desde el discurso de George Washington en 1796. Algunos ejemplos notables:
- George Washington – Discurso de despedida de Washington, en el que advirtió sobre los peligros de los partidos políticos y las alianzas extranjeras.
- Dwight D. Eisenhower – Discurso de despedida de Eisenhower, en el que advirtió sobre el complejo militar-industrial.
- Barack Obama – Discurso de despedida de Obama, realizado desde Chicago, rompiendo la tradición de realizarlo en la Casa Blanca.
- Donald Trump – Discurso de despedida de Trump, pronunciado como mensaje de vídeo grabado en línea desde la Casa Blanca.[3]

## Otros discursos de despedida notables
- Mahoma – Sermón de despedida, 6 de marzo de 632.
- El discurso de Eneas a Héleno y Andrómaca, Eneida, Libro III.
- Napoleón Bonaparte – Primera abdicación, 6 de abril de 1814 (véase Tratado de Fontainebleau (1814)).
- Napoleón Bonaparte – Adiós a la Vieja Guardia, 20 de abril de 1814.
- Napoleón Bonaparte – Segunda abdicación, 22 de junio de 1815 (véase Abdicación de Napoleón, 1815).
- Abraham Lincoln – Discurso de despedida al pueblo de Springfield, Illinois, antes de partir para ser investido como presidente de los Estados Unidos.
- Robert E. Lee – Discurso de despedida al Ejército de Virginia del Norte, el día después del final de la Guerra de Secesión.
- Salvador Allende – Pronunció un discurso de despedida durante el golpe de Estado en Chile de 1973.[4]